# 大宮高校強歩大会死亡事件
大宮高校強歩大会死亡事件（おおみやこうこうきょうほたいかいしぼうじけん）は、2015年10月に埼玉県さいたま市大宮区の高等学校の行事で起きた事件。

## 概要

### 事件の発生
2015年10月16日に埼玉県立大宮高等学校では、強歩大会という行事が実施されていた。この競歩大会というのは体力向上や精神力を養うことを目的として、毎年実施されている行事であった。強歩大会は午前10時半に開始され、全校生徒の1170人が参加していた。男子は16.5キロメートルを、女子は13キロメートルを走るということが目指されていた。同日の午前11時45分頃にゴール手前約1.6キロメートルの地点で女子生徒が倒れているのが複数の生徒に発見される。知らせを受けた教諭は救急車を呼んだが心肺停止で、搬送先の病院で翌10月17日に死亡した。強歩大会は雨天ならば中止とされていたが、同日は小雨であったのに強歩大会が実施されていた。同校では10月19日に全校集会が開かれ、10月22日に保護者会が開かれ生徒が死亡する事件について報告された。小雨であったのに決行した理由は、強歩大会を午前中で終わらすことを考慮したためであった。この死亡した女子生徒は同年9月中旬の体育の授業中に倒れるということがあったが、医師の検査では異常は無いとされていた。

### 裁判
2016年10月26日に死亡した生徒の両親は、自動体外式除細動器が適切に使用されなかったためであるとして埼玉県を相手取り損害賠償を請求する裁判を起こした。倒れてから教員による心臓マッサージが行われていたが、設置されていた自動体外式除細動器は2台で倒れてから20分後に使用できる環境であったのだが、これは数が少なくて対応にも問題があると両親の弁護士に指摘される。父は娘の死を無駄にしたくないという思いと、埼玉県に対しては悪いことは悪いと認めてほしいという思いから提訴することにしていた。埼玉県教育長は、これからの事故防止に努めることにすると述べる。2016年の大宮高校の強歩大会は、この事件が起きたことを受けて中止になった。2017年3月24日にさいたま地方裁判所で裁判の第1回口頭弁論が開かれる。埼玉県は請求棄却を求めて争う姿勢を示す。この時点での父は、現在の生活に慣れつつあるときに現実を思い出して悲しみを倍増させているという状態であった。でもやると決めたことのため当時の記憶を思い出しながら裁判と向き合うことにしていた。
2018年12月14日にさいたま地方裁判所は、両親から起こされていた損害賠償を求める裁判での両親からの請求を棄却した。裁判長は判決の理由で、学校は救護体制が不十分で自動体外式除細動器の到着までに20分がかかったことや初動に不手際があったことを指摘したが、この場合には迅速に自動体外式除細動器を使用していたとしても命を救うことができたかは分からないとして、救護体制の不十分と生徒の死亡に因果関係が会ったことを認めなかったために両親からの損害賠償の請求は棄却した。だが裁判長は学校関係者に救護体勢のあり方を検討することを求めた。死亡した生徒の両親は学校側に注意義務違反が認められたことが唯一の救いと述べる。両親の弁護士はどんなケースであれば助けられたことになるかが分からず、これでは主催者側が責任を負うことが無くなるのではと疑問を呈する。埼玉県教育長は学校で行われる強歩大会やマラソン大会における安全管理と事故防止に今後も努めると述べる。2018年12月28日が原告と被告の双方の控訴の期限であったものの、いずれも控訴をしなかったために判決が確定した。